# کرم‌های کله‌بادبزن
کرم‌های کله‌بادبزن (نام علمی: Canalipalpata) نام یک راسته از زیررده لمس‌پاداران است.